# Nasser Hejazi
Nasser Hejazi (ur. 14 grudnia 1949 w Teheranie – 23 maja 2011 w Teheranie) – irański piłkarz występujący podczas kariery na pozycji bramkarza.

## Kariera klubowa
Nasser Hejazi karierę piłkarską rozpoczął w drużynie Nader w 1964. W latach 1967–1977 był zawodnikiem Taj Teheran. Z Taj zdobył mistrzostwo Iranu w 1975, Puchar Hazfi w 1977, a na arenie międzynarodowej Azjatycki Puchar Mistrzów w 1970.
W latach 1977–1980 był zawodnikiem Shahbazu Teheran, by w 1980 powrócić do Esteghlalu. Z Esteghlalem dwukrotnie wygrał ligę teherańską w 1983 i 1985. W 1986 wyjechał do Bangladeszu, by występować w klubie Dhaka Mohammedan, w którym rok później zakończył karierę. Z Mohammedan dwukrotnie mistrzostwo Bangladeszu w 1987.

## Kariera reprezentacyjna
W reprezentacji Iranu Hejazi zadebiutował 13 września 1969 w wygranym 4-2 meczu RCD Cup z Pakistanem. Wcześniej w 1968 był w kadrze na Puchar Azji, który Iran po raz pierwszy wygrał. W 1970 uczestniczył z Iranem w Igrzyska Azjatyckich. Iran odpadł w fazie grupowej, a Hejazi wystąpił w obu meczach grupowych z Indonezją i Koreą Południową. W 1972 wygrał z Iranem Puchar Azji. Na turnieju w Tajlandii wystąpił w pięciu meczach z Irakiem, Tajlandią, Kambodża i finale z Koreą Południową. W 1974 wygrał z Iranem Igrzyska Azjatyckie. Na turnieju w Teheranie wystąpił w tylko meczu z Irakiem. W 1976 uczestniczył w Igrzyskach Olimpijskich w Montrealu. Na turnieju w Kanadzie wystąpił we wszystkich trzech meczach z: Kubą, Polską i w ćwierćfinale z ZSRR. W 1976 po raz trzeci wygrał z Iranem Puchar Azji. Na turnieju w Iranem był rezerwowym i nie wystąpił w żadnym meczu.
W 1978 roku został powołany do kadry na Mistrzostwa Świata. Iran zakończył turniej na fazie grupowej a Hejazi wystąpił we wszystkich trzech meczach z Holandią, Szkocją i Peru. W 1980 po raz trzeci wystąpił w Pucharze Azji. Na turnieju w Kuwejcie zajął trzecie miejsce a Hejazi wystąpił w pięciu meczach z Syrią, Chinami, Bangladeszem, Koreą Północną i Kuwejtem, który był jego ostatnim meczem w kadrze.Ogółem w latach 1969–1980 Hejazi w reprezentacji wystąpił w 62 meczach.

## Kariera trenerska
Hejazi zaraz po zakończeniu kariery piłkarskiej został trenerem. W 1988 pracował w Bangladeszu w klubie Mohammedan. Z Mohammedan dwukrotnie mistrzostwo Bangladeszu w 1988 i 1989. Potem pracował w Shahrdari Kerman, Bank Tejarat Teheran i Sepahan Isfahan. W 1996 został trenerem swojego byłego klubu Esteghlalu. Z Esteghlalem zdobył mistrzostwo Iranu w 1998. Potem pracował w Zob Ahan Isfahan, Esteghlalu Rasht, Esteghlal Tabriz i ponownie w Esteghlalu, w którym zakończył karierę trenerską.

## Kariera polityczna

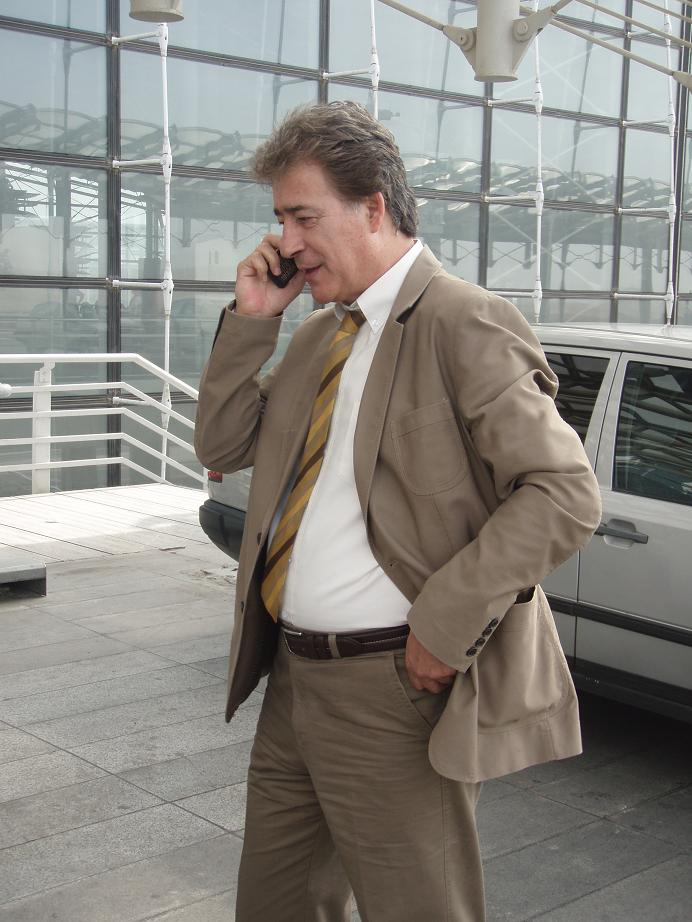
Hejazi w 2009

W 2004 Hejazi ogłosił start w wyborach prezydenckich. Jego zgłoszenie zostało jednak odrzucone przez Rada Strażników Konstytucji. Ostatecznie poparł Alego Rafsandżaniego. W wyborach w 2009 poparł Mir-Hosejna Musawiego. Hejazi był znanym krytykiem rządów prezydenta Mahmuda Ahmadineżada.

## Śmierć
Nasser Hejazi zmarł na raka płuca 23 maja 2011 w wieku 61 lat.